# Filharmonia Rybnicka

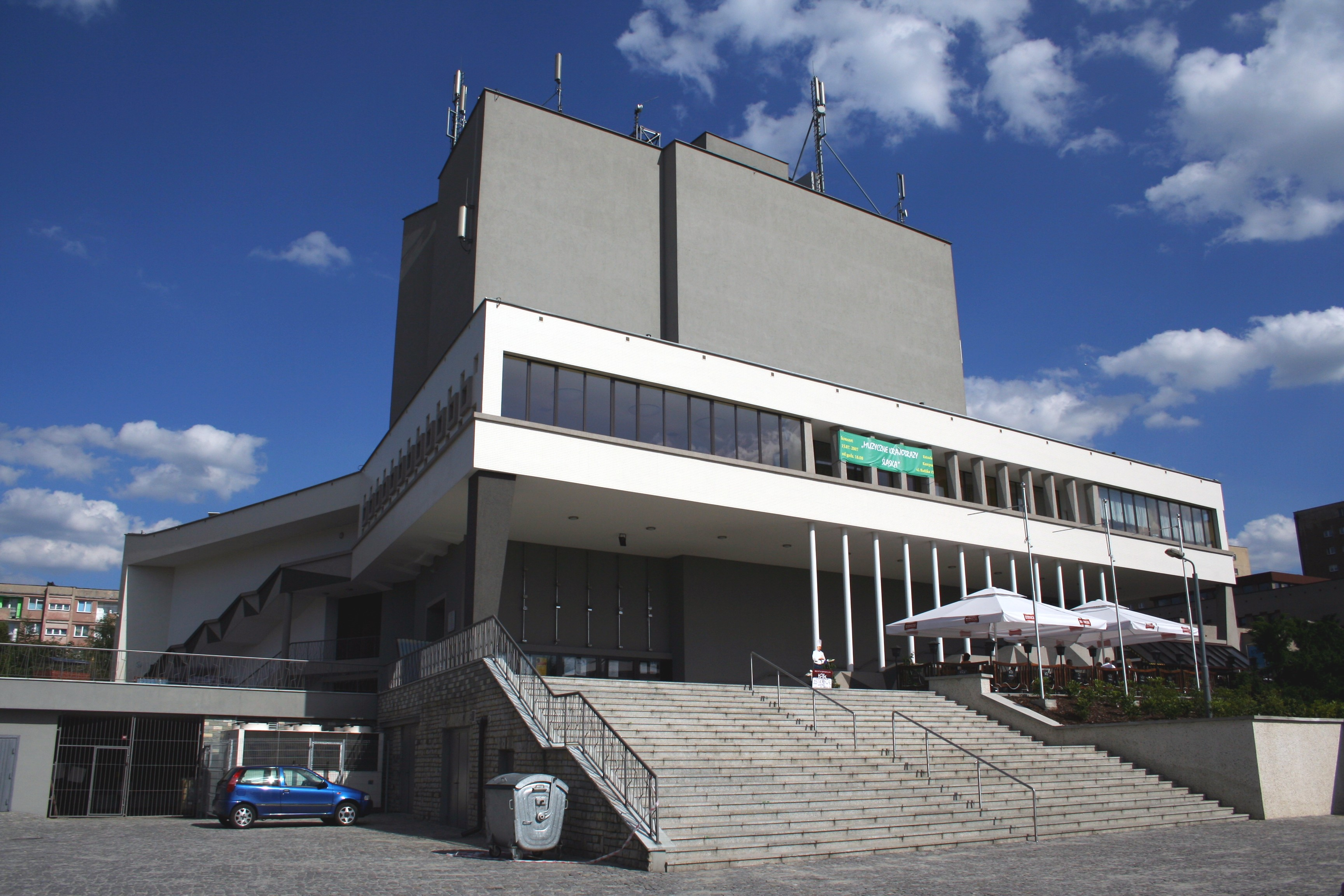
Teatr Ziemi Rybnickiej – siedziba Filharmonii Rybnickiej

Filharmonia Rybnicka – instytucja kultury mająca swe źródła w Rybnickiej Orkiestrze Symfonicznej, działającej w Rybniku od 1934 do 1939 roku. Obecnie siedzibą filharmonii jest Rybnickie Centrum Kultury przy ul. Saint Vallier 1.

## Historia
Początki orkiestry sięgają roku 1934, wówczas bracia Antoni i Karol Szafrankowie założyli Rybnicką Orkiestrę Symfoniczną. Po drugiej wojnie światowej swoją działalność rozpoczęła orkiestra symfoniczna szkoły muzycznej, która składała się z pedagogów, wychowanków i zdolniejszych uczniów.
Ze względu na dużą płynność składu orkiestry pod koniec lat pięćdziesiątych XX w. bracia Szafrankowie zaczęli czynić starania, aby stworzyć kompletny, etatowy zespół symfoniczny. Inicjatorom przyszła z pomocą dyrekcja ówczesnego Rybnickiego Zjednoczenia Przemysłu Węglowego, która w osobie naczelnego dyrektora mgr. inż. Jerzego Kucharczyka, w 1960 r. podjęła decyzję utworzenia orkiestry symfonicznej.
Założycielem kierownikiem artystycznym i pierwszym dyrygentem orkiestry został Antoni Szafranek, a jego zastępcą i drugim dyrygentem Juliusz Malik. Na koncercie inauguracyjnym w dniu 16 grudnia 1960 roku w sali rybnickiego Technikum Górniczego wystąpili: Piotr Paleczny (uczeń Karola Szafranka), Brunon Machulec (uczeń Antoniego Szafranka), Marian Krzystek (pedagog rybnickiej szkoły muzycznej) oraz Andrzej Zborowski, Herbert Głąbica, Jerzy Marchwica (wychowankowie szkoły muzycznej z Rybnika), jak również Urszula Porwoł i Czesław Sachs.
Finansowana przez kopalnie WK ROW Filharmonia Rybnickiego Okręgu Węglowego działała w latach 1960–1995. W czerwcu 1995 roku dała pod batutą Sławomira Chrzanowskiego ostatni koncert. Decyzję o likwidacji orkiestry podjął ówczesny prezydent miasta Rybnika Józef Makosz. Jako główny argument podano zbyt wysokie koszty utrzymania Filharmonii.
Dzięki staraniom rybnickiego Towarzystwa Muzycznego im. Braci Szafranków oraz nowych władz Miasta Rybnik reaktywowano filharmonię. Głównymi inicjatorami reaktywacji filharmonii byli Norbert Prudel (do dziś prezes Towarzystwa), Mirosław Jacek Błaszczyk (dyrygent) oraz Antoni Smołka (wiolonczelista).
Dyrektorem orkiestry został Antoni Smołka. Pierwszy swój koncert reaktywowana orkiestra zagrała 27 listopada 1999 roku w bazylice św. Antoniego w Rybniku, gdzie zabrzmiało oratorium „Mesjasz” Georga Friedricha Händla, a orkiestrę oraz połączone chóry poprowadził Mirosław Jacek Błaszczyk.

## Działalność artystyczna
Filharmonia rybnicka wykonuje rocznie kilka koncertów, najczęściej w Rybnickim Centrum Kultury. Gościnnie koncertuje również w innych miejscach, przede wszystkim w rybnickich kościołach. Co roku filharmonia organizuje tzw. koncert szkolny, na którym u boku doświadczonych muzyków występują najzdolniejsi uczniowie rybnickiej Państwowej Szkoły Muzycznej.
Z okazji liturgicznego wspomnienia patronki muzyki kościelnej św. Cecylii, do kalendarza rybnickich imprez wpisane są organizowane corocznie Dni Cecyliańskie, na które składają się cykle prezentacji muzyki chóralnej.